# ワン・トゥー・ゴー航空269便着陸失敗事故
ワン・トゥー・ゴー航空269便着陸失敗事故（ワン・トゥー・ゴーこうくう269びんちゃくりくしっぱいじこ）は、2007年9月16日に、タイ王国のワン・トゥー・ゴー航空269便がプーケット国際空港への着陸に失敗し大破炎上した航空事故である。

## 概要
タイの首都であるバンコクのドンムアン国際空港からプーケット国際空港へ向かった、タイの格安航空会社であるワン・トゥー・ゴー航空のOG269便（マクドネル・ダグラスMD-82型機、機体記号HS-OMG（1983年製、元TWA→アメリカン航空 N912TW）、乗客123人/乗員7人）が、悪天候の中プーケット国際空港へ着陸しようとしたものの、着陸復航を行った際に滑走路を外れ空港脇の斜面に激突した。機体が2つに裂け炎上した。

## 被害
タイ保健省から発表された情報によると、死者はタイ人、ドイツ人、インド人、イギリス人など89人 で、残りの生存者がプーケット島内の病院へ搬送されていると伝えられた。のちに1人が死亡して死者は合計90人となった。この事故の発生を受けてプーケット国際空港の滑走路が閉鎖されたため、事故以降に発着する予定だった旅客機が欠航した。滑走路再開後、欠航便から振り替えた利用客の多くがプーケット国際空港に殺到し大混雑となった。

## 事故機の履歴

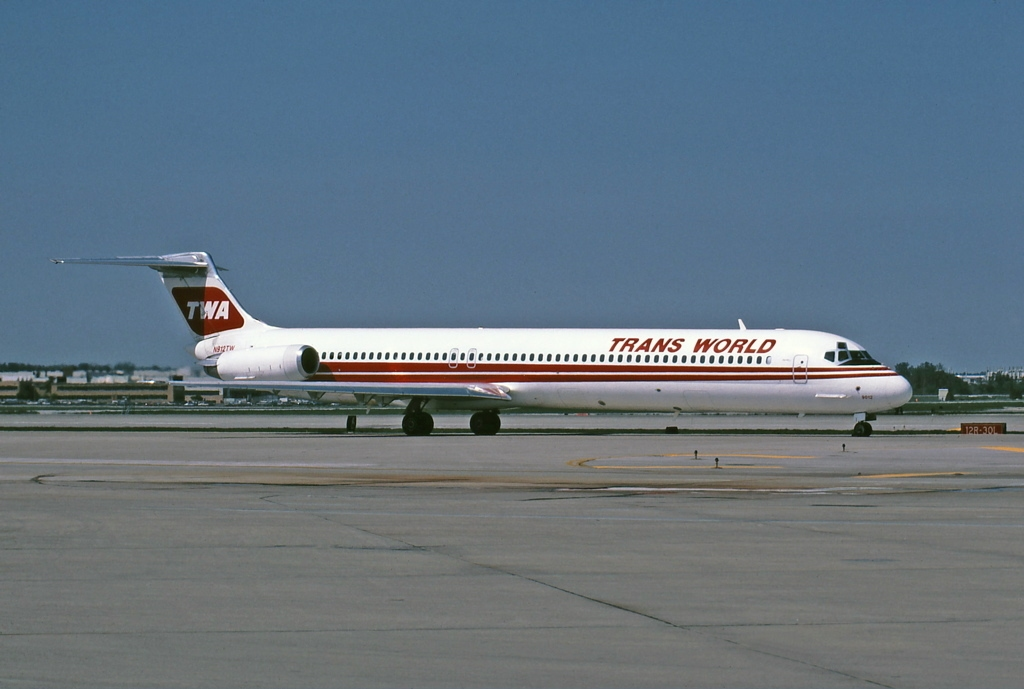
トランスワールド航空時代の事故機

事故機のHS-OMG号機は1983年に製造され、同年12月にN912TWとしてトランス・ワールド航空に引き渡された。のちアメリカン航空に合併されたあと2006年4月に退役し、2007年3月にワン・トゥー・ゴー航空に売却されている。

## 原因
事故原因はパイロットの操縦ミスであった。パイロットはアプローチの標準運航手順に従っておらず、パイロット間の協調も悪かった。着陸復航を行った際にスロットルレバーのTO/GAスイッチ（このスイッチを押すと自動的に推力が最大となる）を押さず、推力計とスロットルレバーの動きをモニターしなかったためそのことに気付かなかった。さらに、着陸復航に集中しなければならない状況下で操縦を交代していた。エンジンの推力が増加しなかったため速度と高度を得られず機体は墜落した。このようになった一因としてパイロットに休息が不足していたことも指摘されている。